# 阿拉伯复兴社会党 (伊拉克主导派)
阿拉伯复兴社会党（羅馬化：Ḥizb al-Ba‘th al-‘Arabī al-Ishtirākī），又被称为亲伊拉克复兴运动，是阿拉伯世界的一个新复兴主义跨国政党。它的总部曾设在伊拉克巴格达，直到2003年伊拉克复兴党政权倒台。它是1966年原阿拉伯复兴社会党分裂后形成的两个党派之一（另一个是阿拉伯復興社會黨 (敘利亞主導派)）。
1966年，原阿拉伯复兴社会党分裂为两部分，一部分由大马士革的领导层领导，另一部分由巴格达的领导层领导。这两个党都沿用“阿拉伯复兴社会党”的名称，在阿拉伯世界中并存，但关系变得相当敌对，以至于叙利亚在两伊战争期间支持伊朗对抗伊拉克，并在海湾战争中加入了美国领导的打击伊拉克的联军。阿拉伯复兴社会党于1963年首次在伊拉克掌权，但在几个月后被推翻。该党的伊拉克分支“阿拉伯复兴社会党—伊拉克地区”在1968年—2003年统治伊拉克，由萨达姆·侯赛因长期领导。2003年，在美国及其盟国发动伊拉克战争后，阿拉伯复兴社会党—伊拉克地区被联盟驻伊拉克临时管理当局取缔。

## 分支
- 阿尔及利亚 阿尔及利亚阿拉伯复兴社会党（英语：Arab Socialist Ba'ath Party of Algeria）
- 巴林 民族主义民主大会（英语：Nationalist Democratic Assembly）
- 埃及 阿拉伯复兴社会党—埃及地区（英语：Arab Socialist Ba'ath Party – Egypt Region）
- 厄立特里亚分支
- 伊拉克 阿拉伯复兴社会党—伊拉克地区
- 约旦 约旦阿拉伯复兴社会党（英语：Jordanian Arab Socialist Ba'ath Party）
- 科威特 科威特分支
- 黎巴嫩 社会主义阿拉伯黎巴嫩先锋党（英语：Socialist Arab Lebanon Vanguard Party）
- 利比亞 利比亚阿拉伯复兴社会党（英语：Libyan Arab Socialist Ba'ath Party）（已解散）
- 毛里塔尼亚 民族先锋党（英语：National Vanguard Party）
- 毛里塔尼亚 正确道路党（英语：Sawab (Mauritania)）
- 巴勒斯坦 阿拉伯解放阵线
- 苏丹 阿拉伯复兴社会党—苏丹地区
- 叙利亚 叙利亚分支
- 突尼西亞 突尼斯复兴运动（英语：Tunisian Ba'ath Movement）
- 葉門 民族阿拉伯复兴社会党—也门地区（英语：National Arab Socialist Ba'ath Party – Yemen Region）